# Pere Huguet Ribes
Pere Huguet Ribes (Reus, 1921 - 2003) va ser un advocat i polític català.
Fill d'un comerciant reusenc, va estudiar a l'Institut de Reus i va seguir la carrera de pilot mercant a l'Escola Naval de Barcelona, carrera que va abandonar per estudiar Dret a la Universitat de Barcelona. De família tradicionalista, es va vincular amb la Falange des dels seus inicis, i els viatges per mar li van permetre d'organitzar la "Falange del Exterior". Va ser cap local del SEU, secretari local del "Movimiento" a Reus, conseller provincial de l'anomenada "Vieja Guardia", cap local de la "Guardia de Franco", i regidor a l'ajuntament de Reus en diverses legislatures, ocupant la regidoria de cultura i esports amb l'alcalde Joan Bertran. Va publicar articles de caràcter ideològic al Semanario Reus.
Professionalment era procurador dels tribunals i va ser molts anys degà del Col·legi provincial de Procuradors. Va dirigir també la secció local de la Creu Roja. Estava en possessió de la Creu de Sant Ramon de Penyafort, de la Gran Placa de la Creu Roja i de la Medalla d'or de l'Orde de Cisneros.